# Chariots of Fire (álbum)
Chariots of Fire  es un álbum y banda sonora del músico y compositor griego Vangelis, editada en 1981 por Polydor Records. El álbum fue realizado para el film homónimo del director Hugh Hudson, ganador de cuatro Premios Óscar, siendo uno de ellos otorgado a este disco por Mejor Banda Sonora.
Además de la música original de Vangelis, el álbum incluye un arreglo de "Jerusalem", cantada por el Coro Ambrosiano, tal como se interpretó en el funeral de Harold Abrahams en 1978, el evento que enmarca la película e inspiró su título. Esta famosa obra coral es una adaptación de 1916 de Sir Hubert Parry del poema de William Blake.

## Lista de temas
Cara A
1. "Titles" – 3:25
2. "Five Circles" – 5:15
3. "Abraham's Theme" – 3:14
4. "Eric's Theme" – 4:04
5. "100 Metres" – 2:00
6. "Jerusalem" – 2:40

Cara B
1. "Chariots of Fire" – 20:34

## Posicionamiento en listas
El álbum alcanzó el número uno en las listas de ventas de varios países, incluyendo cuatro semanas en el número uno en los Estados Unidos. En total, el álbum permaneció 97 semanas en el Billboard 200, vendiendo tres millones de copias solo en el primer año. El álbum alcanzó el número cinco en la lista Official Albums Chart del Reino Unido y permaneció en la lista durante 107 semanas.
| Chart (1981–1982)                   | Máxma posición |
| ----------------------------------- | -------------- |
| Australia (Kent Music Report)       | 5              |
| Austria (Ö3 Austria Top 40)         | 11             |
| Canadá (RPM Top Albums)             | 2              |
| Alemania (Media Control Charts)     | 39             |
| Nueva Zelanda (Recorded Music NZ)   | 6              |
| Países Bajos (MegaCharts)           | 9              |
| Reino Unido (Official Albums Chart) | 5              |
| Estados Unidos (Billboard 200)      | 1              |

## Personal
- Vangelis – todos los instrumentos
- Ambrosian Singers – coro (pista A6)
- John McCarthy – director coral (pista A6)
- Raphael Preston –  ingeniero
- Raine Shine – ingeniero
- John Walker – ingeniero

## Comentarios adicionales
- En la película Todopoderoso (Bruce Almighty) aparece dicha canción en la escena que Bruce Nolan (Jim Carrey) reparte leche a los niños.[12][13]